# زیردریایی تیپ یوای اول
زیردریایی تیپ یوای اول (به انگلیسی: German Type UE I submarine) یک کلاس از زیردریایی است که طول آن ۵۶٫۸ متر (۱۸۶ فوت ۴ اینچ) و ارتفاع آن ۸٫۲۵ متر (۲۷ فوت ۱ اینچ) می‌باشد.